# Resolució 120 del Consell de Seguretat de les Nacions Unides
La Resolució 120 del Consell de Seguretat de les Nacions Unides, aprovada el 4 de novembre de 1956, després de considerar la greu situació creada per la Unió Soviètica en la repressió dels esforços del poble hongarès per reafirmar els seus drets i la falta d'unanimitat dels membres permanents del Consell de Seguretat en sessions prèvies, el Consell va sentir que se li estava impedint de complir amb la seva responsabilitat de mantenir la pau i la seguretat internacional. Com a solució, el Consell va decidir convocar a un període extraordinari de sessions d'emergència de l'Assemblea General a fi de fer les recomanacions oportunes.
La resolució va ser aprovada per 10 vots contra un de la Unió Soviètica. Encara que la Unió Soviètica va votar en contra, no podia bloquejar la convocatòria de l'Assemblea General donat al fet que va ser una votació procedimental, la qual no pot ser vetada per membres permanents.